# Ulica Sadowa w Zamościu
Ulica Sadowa – jedna ze starszych ulic w Zamościu, która jest jednojezdniowa i stanowi jedną z głównych ulic miasta.

## Historia
Ulica ta powstała w latach 20. XIX wieku w ramach drogi obwodowej wokół Twierdzy Zamość i była przedłużeniem tzw. "Obwodówki" (ul. Peowiaków) na zachodnią stronę Starego Miasta. Z początku ulica ta biegła dzisiejszą ul. Sadową, jednakże skręcała zaraz za rzeką Łabuńką (częściowo biegnąc dzisiejszą ul. Dzieci Zamojszczyzny) i przebiegając równolegle do rzeki przechodziła przez dzisiejszy Ogród Zoologiczny wpadając na dzisiejszą ul. Szczebrzeską. Dawniej przy ulicy tej mieścił się "sad inżynierski" płk. Roberta Nolte. W 1897 roku powstał projekt linii kolejowej łączącej miasto z innymi miastami w Polsce, która miała przebiegać w pobliżu ul. Sadowej, gdzie planowane było utworzenie dworca kolejowego. Niestety, pomimo wyznaczonego terminu (1901 r.) otwarcia tej linii, do budowy nie doszło z powodu problemów finansowych inicjatorskiej spółki.

### Nazwa
Nazwa ulicy od lat 20. XX wieku jako ul. Sadowa. Przez krótki czas jako ul. Rzeczna, natomiast w latach 1979–1990 pod nazwą ul. Bohaterów ORMO. Od 1990 ponownie przemianowana na obecną nazwę.

## Obecnie
Obecnie ulica ta jest jedną z głównych w mieście, stanowiąca część Obwodnicy Śródmiejskiej i będąca częścią Małej Obwodnicy, dzięki której można ominąć Stare Miasto w ciągu ulic: Szczebrzeskiej i Partyzantów, Szczebrzeskiej i J. Piłsudskiego. 
Przy ul. Sadowej do 2013 r. mieściła się baza zamojskiego PKSu, jaka była zapleczem dla autobusów z dworca autobusowego przy ul. Hrubieszowskiej - po jej rozbiórce zbudowano tu centrum handlowe (CH HopStop Sadowa). Tuż obok jest supermarket Lidl. Oprócz tego po południowej stronie ulicy znajduje się małe osiedle domów jednorodzinnych (wokół ul. Studziennej i ul. E. Plater przylegających do ul. Sadowej i ul. J. Piłsudskiego), natomiast po północnej stronie (bliżej ul. J. Piłsudskiego) znajduje się część osiedla E. Orzeszkowej oraz obiekty usługowe.